# Catoxyethira bombolensis
Catoxyethira bombolensis är en nattsländeart som beskrevs av Wells och Andersen 1995. Catoxyethira bombolensis ingår i släktet Catoxyethira och familjen smånattsländor. Inga underarter finns listade i Catalogue of Life.